# Distansritt

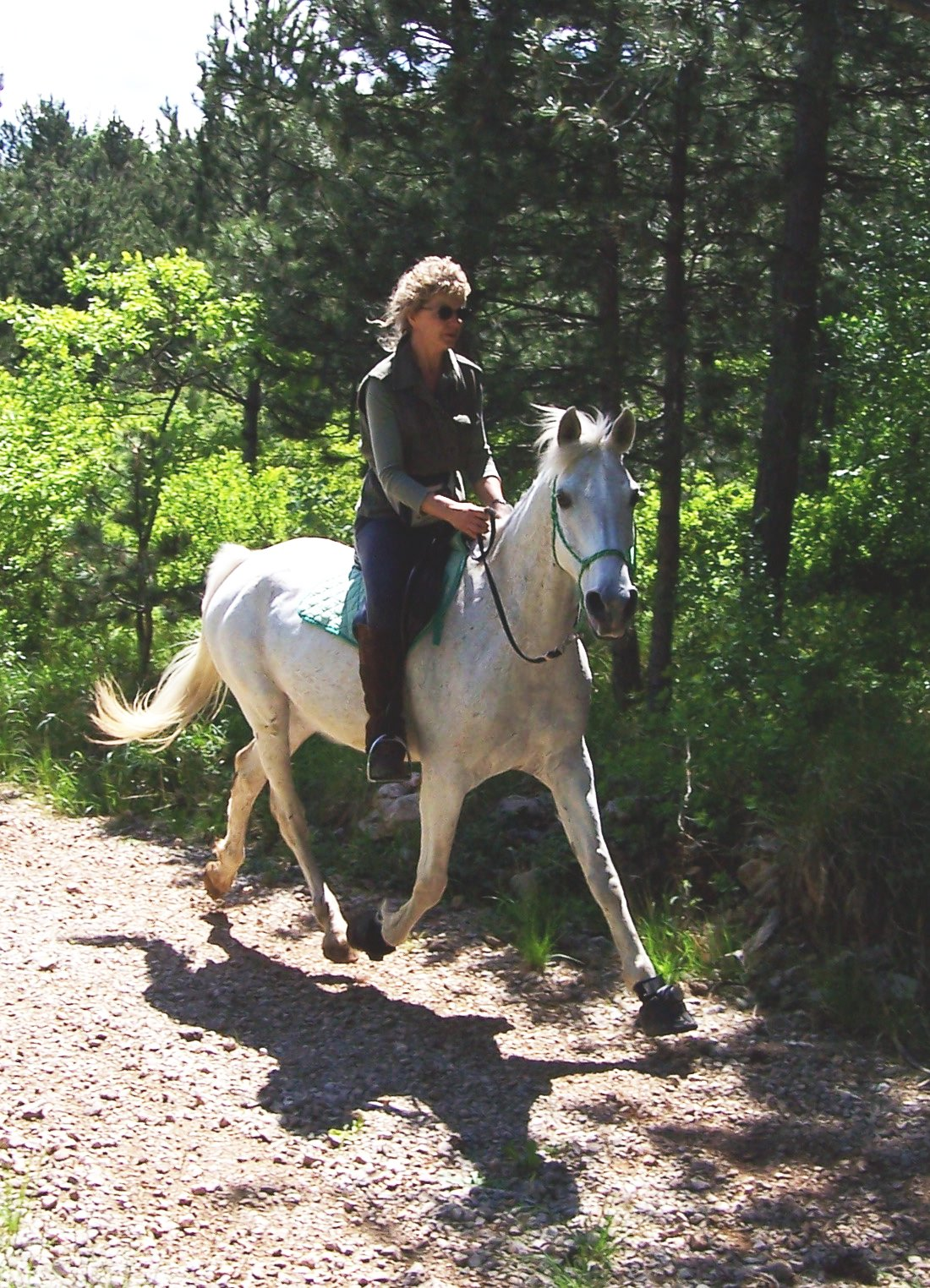

Distansritt är en ridsport och en av de officiella grenarna inom svensk och internationell ridsport. Distansridning handlar om att visa hästens och ryttarens uthållighet över flera mil. Ekipaget (häst och ryttare) rider längs en markerad bana i terrängen och naturliga hinder såsom broar kan förekomma, däremot byggs inga hinder.  

## Beskrivning
Målet med distansritt är att komma i mål snabbast på en godkänd häst - hästen måste nämligen gå igenom flertalet hårda veterinärkontrollerna under tävlingens gång, så det är inte bara att rida i full fart och tro att man ska vinna. Under veterinärkontrollerna kollar veterinären bland annat hästens slemhinnor, lyssnar på tarmljud, kollar rörelser och tar pulsen. Detta är för att undvika att hästen rids över den befintliga kapaciteten och på så sätt tar skada. Veterinärbesiktningarna sker före, under och efter tävlingen. Om en häst anses olämplig att starta/fullfölja en distansritt blir den utesluten.   
Det finns speciella pulsgränser som hästen måste klara för att gå igenom veterinärbesiktningarna:
- Prova-på-klasser och upp till 79 km tävling= max 60 slag/min vid besiktning
- 80 km eller längre= max 64 slag/min vid besiktning

En tävling på 50 km kan se ut ungefär så här:
- Förbesiktning innan start
- Rider första slingan på 30 km
- Kommer tillbaka till tävlingsområdet, ekipaget har max 20 min på sig innan man måste veterinärbesikta. Hästen måste ha godkänd puls (max 60 slag/min), desto snabbare hästen kan besiktas desto bättre (klockan fortsätter ticka tills man har gått in till veterinären)
- Obligatorisk vila på 30 min
- Rider sista slingan på 20 km
- Målgång, max 20 min har ekipaget på sig att "pulsa in" och genomgå veterinärbesiktningen - självklart får man även här gå in tidigare

Det finns olika klasser i distansritt, från Prova-på-ritt 20 km upp till 160 km tävling - som är den längsta klassen som rids på en dag. En distanstävling kan även pågå i flera dagar över längre distanser. 
Distansritt är en av grenarna i ryttar-VM men inte i olympiska spelen.

## Klassindelning
Klasserna är indelade enligt följande:
- "Prova-på–ritt" (PP). Det är en utbildningstävling på ca 20 km.
- Clear round (CR). Den är 40-50 km lång och är tidsbegränsad. Ryttaren har både en min.tid och en max.tid att rätta sig efter, oftast ska ekipaget rida 9-13 km/timme.
- Efter minst två godkända CR får ryttaren starta i en tävlingsklass på 50-79 km. I dessa klasser finns en max tid men ingen min tid, oftast måste ekipaget rida minst 10 km/timme.
- För att tävla en 80-99 km lång bana måste ryttaren kvalificera genom att ha ridit minst två godkända tävlingar på 50-79 km.
- För att tävla en 100-120 km lång bana måste ryttaren kvalificera genom att ha ridit minst två godkända tävlingar på 80-99 km.
- För att tävla en 130 km eller längre bana måste ryttaren kvalificera genom att ha ridit minst två godkända tävlingar på 100-120 km.

## Tävling
Det ryttaren behöver för att tävla i distansritt:
- Medlemskap i en ridklubb
- Grönt kort - ett intyg på att ryttaren känner till TR och kan handskas med en häst på ett säkert sätt. Grönt kort skaffar man genom en grönt-kort-kurs hos någon grönt-kort-handledare. 
- Ryttarlicens - löses via TDB (Tävlingsdatabasen). För att kunna ta ut en ryttarlicens behöver man vara medlem i en förening som är ansluten till Svenska Ridsportförbundet och man behöver ha grönt kort. Lektionsryttarlicens är tillräcklig upp till 50 km tävling i distansritt.     
Det hästen behöver för att tävla i distansritt:
- Hästpass
- Hästlicens - löses via TDB (Tävlingsdatabasen)
- Giltigt vaccinationsintyg med vaccinationer enligt SvRf:s bestämmelser
- Tävlingsbok (gula boken) behövs från CR och uppåt. I den antecknas alla ritter som hästen startat, om hästen blivit godkänd eller utesluten av någon anledning. 
För att få starta en Clear round måste hästen vara minst 5 år och för att få starta i en tävlingsklass (50 km eller längre) minst 6 år.  
Hästar och ponnyer av alla raser är välkomna att tävla i distansritt, men arabhästar är särskilt vanliga på grund av sin välkända uthållighet. Speciellt för distansridningen är att personer över 18 år får tävla ponny - förutsatt att det ser proportionerligt ut.   
Före, under och efter tävlingen kontrolleras hästens välbefinnande av veterinär i olika veterinärbesiktningar. En 160 km tävling omfattas av minst fem veterinärbesiktningar med obligatoriska pauser under 20-40 minuter. Veterinären kontrollerar bland annat hästens puls, andning och rörelser. Vid minsta tecken på hälta eller överansträngning blir ekipaget uteslutet. Det gäller alltså att rida efter hästens kapacitet. 
Ryttarna har ofta medhjälpare som kallas groomar. Deras funktion är att serva ekipaget med mat och dryck längs vägen.
Tävlingarna arrangeras av klubbar anslutna till Svenska ridsportförbundet. Man kan tävla distansritt i alla världsdelar.

## Regler
Man ska känna till de regler som gäller för distansritt. Distansens tävlingsreglemente hittar man här: TR VI Distansritt
Det allmänna tävlingsreglementet gäller också för distansen, det hittas här:  TR I Gemensamma bestämmelser